# Alphabet de Dajnko
L’alphabet de Dajnko (dajnčica en slovène) est un alphabet inventé par Peter Dajnko pour le slovène qui a été utilisé en Styrie de 1824 à 1839.

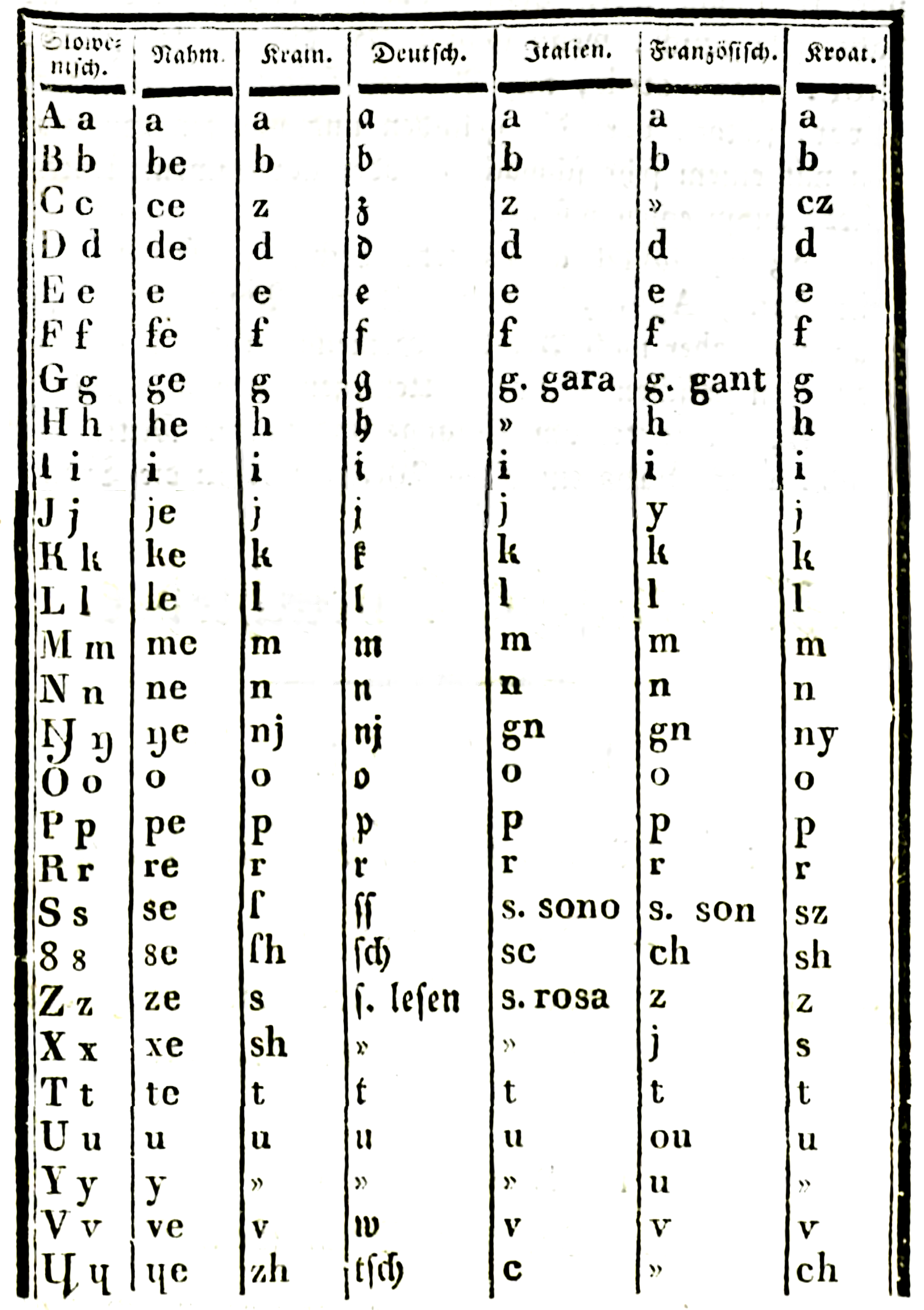
Alphabet de Dajnko en 1824.
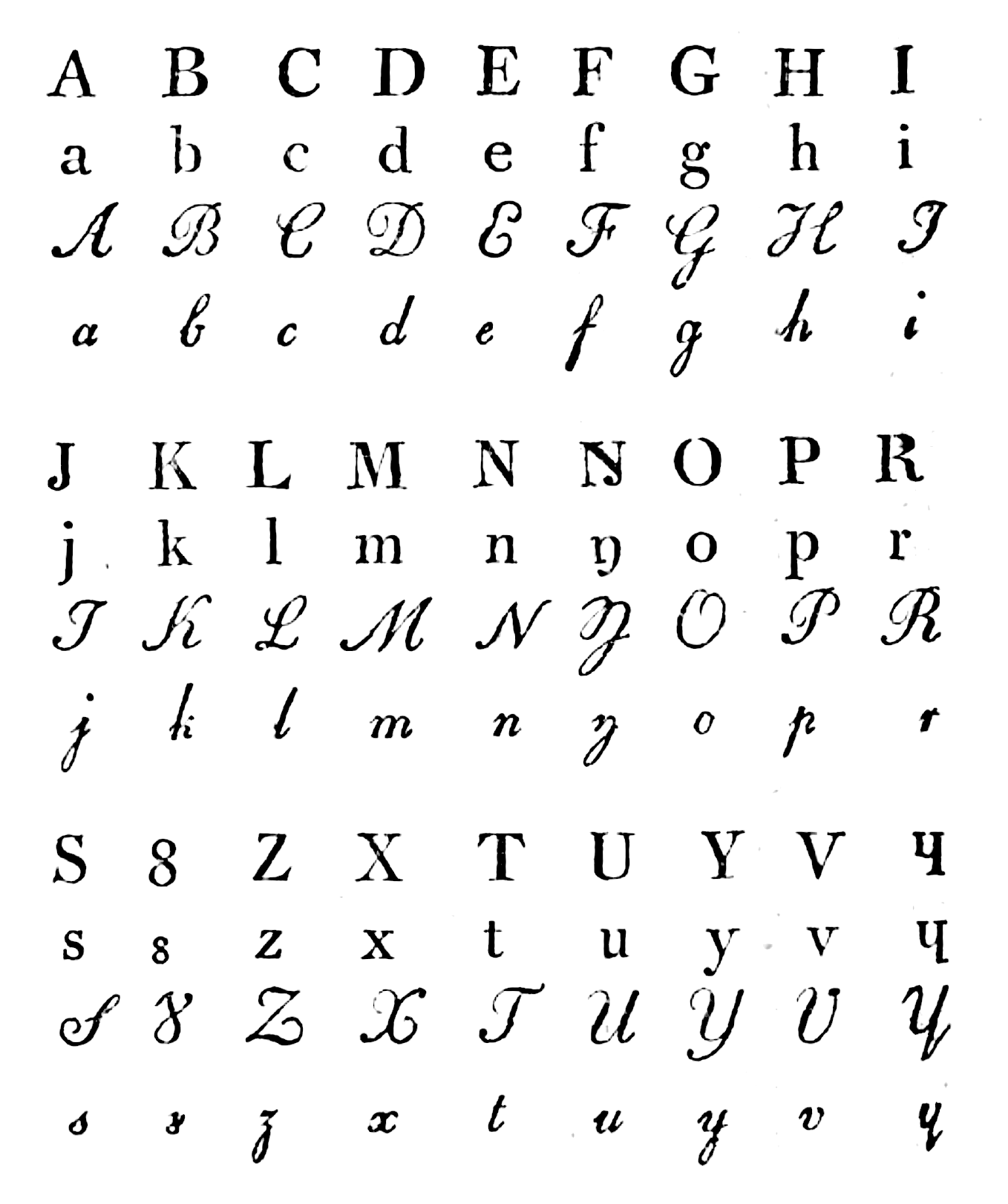
Alphabet de Dajnko en 1824.
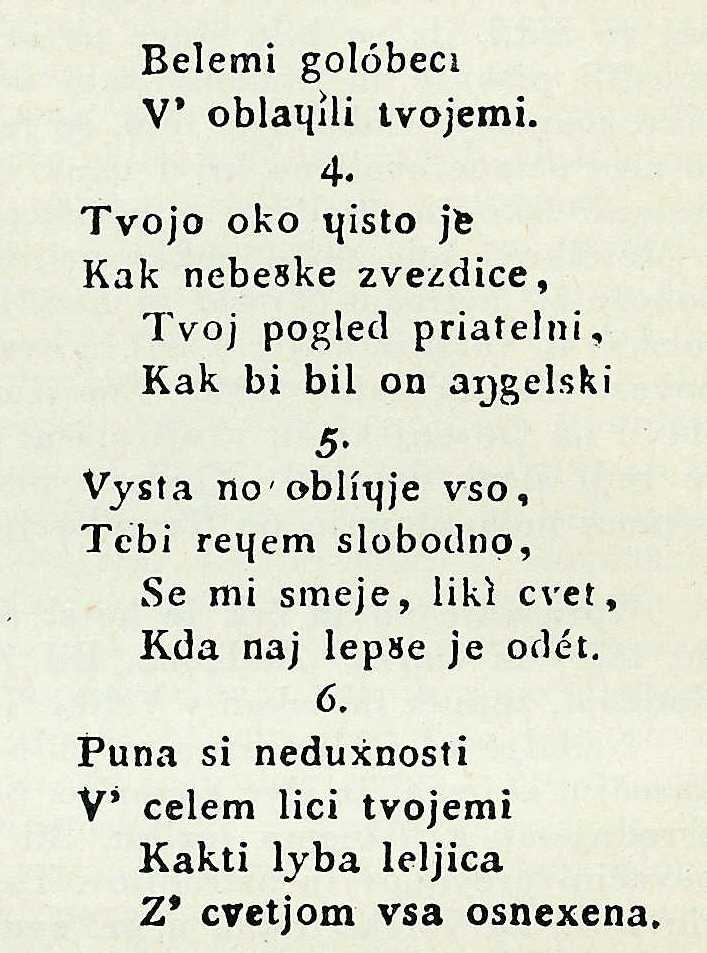
Poème de Dajnko utilisant son alphabet.

| Alphabet de Dajnko | Alphabet de Dajnko | Alphabet de Dajnko | Alphabet de Dajnko | Alphabet de Dajnko | Alphabet de Dajnko | Alphabet de Dajnko | Alphabet de Dajnko | Alphabet de Dajnko | Alphabet de Dajnko | Alphabet de Dajnko | Alphabet de Dajnko | Alphabet de Dajnko | Alphabet de Dajnko | Alphabet de Dajnko | Alphabet de Dajnko | Alphabet de Dajnko | Alphabet de Dajnko | Alphabet de Dajnko | Alphabet de Dajnko | Alphabet de Dajnko | Alphabet de Dajnko | Alphabet de Dajnko | Alphabet de Dajnko | Alphabet de Dajnko | Alphabet de Dajnko | Alphabet de Dajnko | Alphabet de Dajnko |
| ------------------ | ------------------ | ------------------ | ------------------ | ------------------ | ------------------ | ------------------ | ------------------ | ------------------ | ------------------ | ------------------ | ------------------ | ------------------ | ------------------ | ------------------ | ------------------ | ------------------ | ------------------ | ------------------ | ------------------ | ------------------ | ------------------ | ------------------ | ------------------ | ------------------ | ------------------ | ------------------ | ------------------ |
| majuscules         | A                  | B                  | C                  | D                  | E                  | F                  | G                  | H                  | I                  | J                  | K                  | L                  | M                  | N                  | Ŋ                  | O                  | P                  | R                  | S                  | Ȣ                  | Z                  | X                  | T                  | U                  | Y                  | V                  | Ɥ                  |
| minuscules         | a                  | b                  | c                  | d                  | e                  | f                  | g                  | h                  | i                  | j                  | k                  | l                  | m                  | n                  | ŋ                  | o                  | p                  | r                  | s                  | ȣ                  | z                  | x                  | t                  | u                  | y                  | v                  | ɥ                  |
| API                |                    |                    | /ts/               |                    |                    |                    |                    |                    |                    |                    |                    |                    |                    |                    | /ɲ/                |                    |                    |                    | /s/                | /ʃ/                | /z/                | /ʒ/                |                    |                    | /y/                |                    | /tʃ/               |
| alphabet moderne   | a                  | b                  | c                  | d                  | e                  | f                  | g                  | h                  | i                  | j                  | k                  | l                  | m                  | n                  | nj                 | o                  | p                  | r                  | s                  | š                  | z                  | ž                  | t                  | u                  | ü*                 | v                  | č                  |

Note* : uniquement dans les dialectes orientaux.

## Sources
- Peter Dajnko, Lehrbuch der windischen Sprache, Grätz, 1824 (lire en ligne)
- Peter Dajnko, Posvetne pesmi med slovenskim narodom na ȣtajarskem, 1827 (lire en ligne)